# Asumah Abubakar
Asumah Abubakar (Kumasi, 1997. május 10. –) ghánai születésű portugál korosztályos válogatott labdarúgó, az ausztrál Brisbane Roar csatára.

## Pályafutása

### Klubcsapatokban
Abubakara ghánai Kumasi városában született. Az ifjúsági pályafutását a Corners Babies csapatában kezdte, majd a holland Willem II akadémiájánál folytatta.
2016-ban mutatkozott be a Willem II első osztályban szereplő felnőtt csapatában. 2018-ban a MVV Maastricht, majd 2019-ben a Kriens szerződtette. 2021-ben a svájci első osztályban érdekelt Luganohoz igazolt. 2022. január 14-én 2½ éves szerződést kötött a Luzern együttesével. Először a 2022. január 30-ai, Basel ellen 3–0-ra elvesztett mérkőzésen lépett pályára. Első gólját 2022. február 13-án, a Sion ellen hazai pályán 1–0-ra megnyert találkozón szerezte meg. 2024 januárjában a Grasshoppers, majd 2025 februárjában az ausztrál Brisbane Roar szerződtette.

### A válogatottban
Abubakar két mérkőzés erejéig tagja volt a portugál U19-es válogatottban.